# Монтароса (Кунео)
Монтароса је насеље у Италији у округу Кунео, региону Пијемонт.
Према процени из 2011. у насељу је живело 96 становника. Насеље се налази на надморској висини од 315 м.